# Nuevas Ideas
Nuevas Ideas (Neue Ideen) ist eine politische Partei in El Salvador.

## Geschichte
Die Bewegung wurde im Jahr 2017 durch den damaligen Bürgermeister San Salvadors und späteren Präsidenten Nayib Bukele gegründet, um Vorschläge zu sammeln, mit denen sich die Lebensverhältnisse in der von Kriminalität und Armut geprägten Stadt verbessern lassen können.
Parteichef ist der Cousin von Nayib Bukele, Xavier Bukele. Ursprünglich sollte die Partei Nayib Bukele als Plattform zur Präsidentschaftswahl 2019 dienen, was aus organisatorischen Gründen aber nicht zustande kam. Stattdessen trat Bukele mit der konservativen Gran Alianza por la Unidad Nacional an.
Bei den Parlamentswahlen 2021 erzielte die Partei einen Erdrutschsieg und erlangte die absolute Mehrheit. Von Kritikern Bukeles, die ihm einen autoritären Führungsstil vorwerfen, wird befürchtet, dass er diese Mehrheit dazu nutzen könnte, demokratische Grundfunktionen des Staates auszuhebeln.
Seit der Parlamentswahl 2024 stellt Nuevas Ideas 54 der 60 Abgeordneten des el-salvadorianischen Parlamentes.

## Ideologie
Die Partei gilt als weitgehend ideologiefrei und dient vor allem als Sammlungsbewegung für den Präsidenten Bukele. In ihren Statuten beschreibt sich die Partei als demokratisch, dezentral, pluralistisch und inklusiv. Des Weiteren gibt sie freie Märkte, eine soziale Marktwirtschaft und Meinungsfreiheit als Ziele an.